# Verwirrmethode
Verwirrmethode oder Paarungsstörung (auch Verwirrungsverfahren, Konfusionsverfahren oder Verwirrungstechnik genannt, engl.: mating disruption oder sexual confusion) ist eine Methode zur Bekämpfung von Schadinsekten in der Landwirtschaft ohne Nützlinge zu gefährden. Dabei nutzt man ein Verhalten einiger Insekten bei der Paarung. Die weiblichen Tiere verströmen Pheromone, um männliche Tiere anzulocken. Bringt man in ein Feld eine höhere Massenkonzentration von künstlich hergestellten Pheromonen aus, werden die männlichen Tiere orientierungslos und finden nicht mehr zum Weibchen. Dadurch wird die Vermehrung dieses Schädlings behindert. Die Verwirrmethode ist sehr artspezifisch, da jede Art eigene Pheromone oder Mischungen daraus verwendet.
Der Begriff Paarungsstörung enthält noch kein Konzept über den Wirkungsmechanismus der Pheromone in dieser Anwendung. Die deutschen Begriffe Verwirrungstechnik, Verwirrmethode oder Konfusionsverfahren implizieren einen von vielen möglichen Wirkungsmechanismen, die derzeit in der Wissenschaft erforscht werden. Der Begriff Paarungsstörung hat dieses Manko nicht.

## Ausbringung

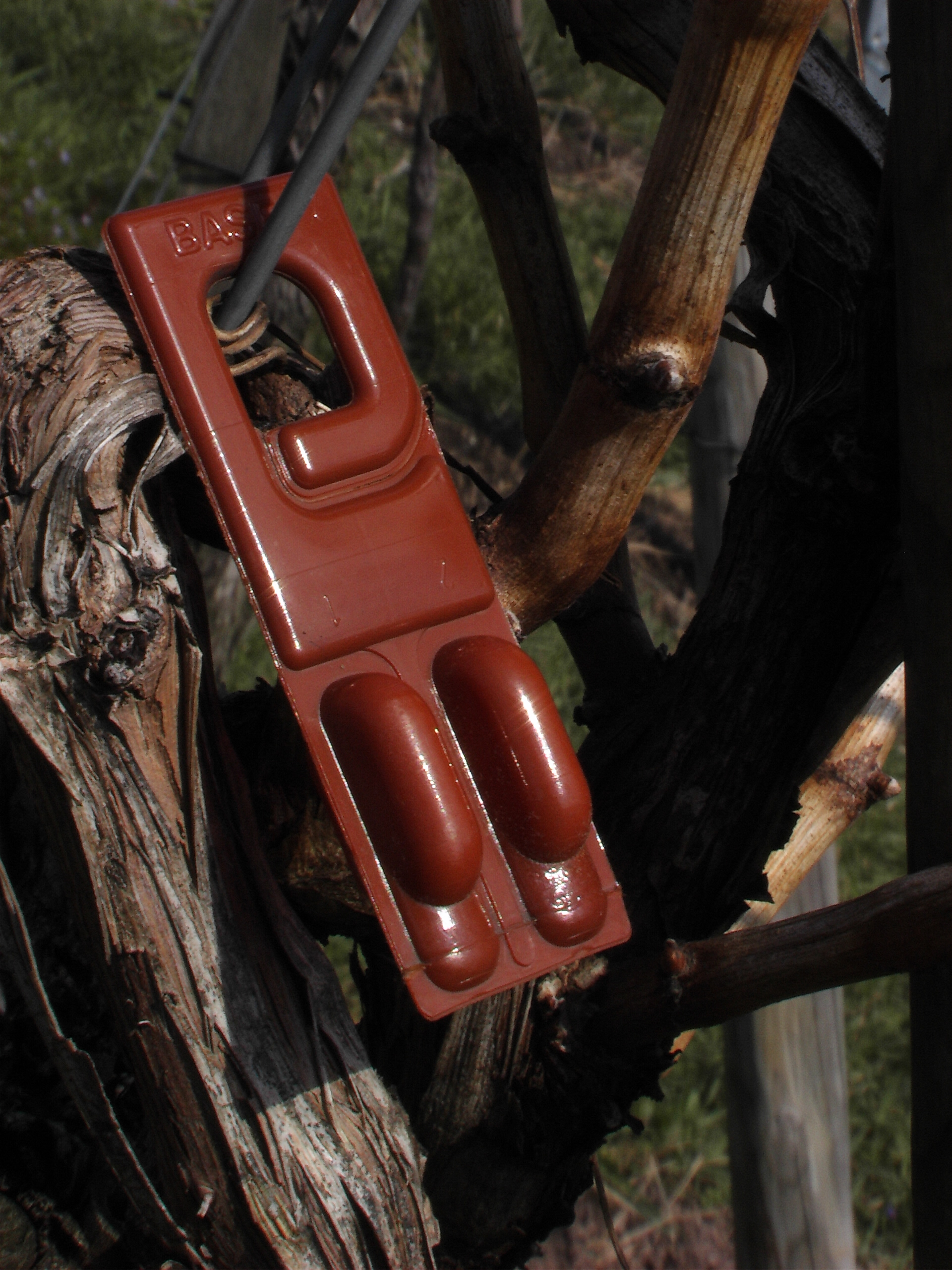
Doppelampulle mit dem Pheromon RAK / (Z)-9-Dodecenylacetat im Weinbau

Die Pheromone werden in speziellen Dispensern ausgebracht. Diese sind oft flüssigkeitsgefüllte, braune oder weiße Kunststoffampullen, die auf den Feldern beziehungsweise Anbauflächen an Pflanzen im Schatten angebracht werden. Eine weitere Form sind sogenannte Spaghetti-Dispenser, bei denen die Pheromone im Kunststoff selbst eingearbeitet sind und die wie ein Stück Draht an die Pflanzen gebunden werden. Es wird auch mit einer Sprühmethode experimentiert, bei der das Pheromon in kleinen Kunststoffkugeln enthalten ist.
Die Anwendung von Pheromonen führt nur zum Erfolg, wenn sich die Bewirtschafter mehrerer Anbauflächen zusammenschließen und sich bereit erklären diese Schädlingsbekämpfungsmethode anzuwenden. Außerdem muss der genaue Ausbringungstermin auf den ersten Flug der männlichen Falter abgestimmt werden. Er wird in der Regel vom Amtlichen Dienst mit Hilfe der Temperatursummenmethode ermittelt. Ziel aller Ausbringungsarten ist es, die Pheromonkonzentration über mehrere Wochen im Feld hoch genug zu halten, ohne zu viel Pheromon auszubringen. Die Pheromonkonzentration in der Luft wird zum Beispiel mittels Elektroantennogramm bestimmt.

## Anwendung
In Deutschland wird diese Methode seit 1985 im Weinanbau zur Bekämpfung des Traubenwicklers eingesetzt.
Das Verfahren gilt als ökologisch, da durch den Einsatz der Pheromone die Menge an chemischen Insektiziden verringert werden kann. Positiver Nebeneffekt ist die Förderung der Populationsdynamik der Nützlinge.
Mittlerweile werden 80 % der Rebfläche in Württemberg und 70 % der Rebfläche in Baden durch die Verwirrmethode vor dem Fraß durch Traubenwickler geschützt. Auch in anderen Weinanbaugebieten wird die Methode erfolgreich eingesetzt.
Einsatzgebiete der Verwirrmethode sind unter anderem:
- Apfelbaum-Glasflügler (Synanthedon myopaeformis) im Obstbau
- Apfelwickler (Cydia pomonella) im Apfel- und Birnenanbau (Deutschland, Schweden, Argentinien),
- Einbindiger Traubenwickler (Eupoecilia ambiguella) und Bekreuzter Traubenwickler (Lobesia botrana) im Weinbau (Deutschland, Österreich, Frankreich),
- Maiszünsler (Ostrinia nubilalis) im Maisanbau (Frankreich),
- Pfirsichtriebwickler (Grapholita molesta) im Obstbau
- im Reisanbau (Japan),
- Roter Baumwollkapselwurm (Pectinophora gossypiella) im Baumwollanbau (USA).

## Hinweis
Nicht zu verwechseln ist die Verwirrmethode mit der Lockstofffalle, wie sie bei Borkenkäfern eingesetzt werden. Diese Fallen sind mit Klebstoff versehen und locken Insekten mit Pheromonen an.